# Мустафа Надаревић
Мустафа Надаревић (Бања Лука, 2. мај 1943 — Загреб, 22. новембар 2020) био је босанскохерцеговачки позоришни и филмски глумац и режисер. Најпознатији по улози Изета Фазлиновића, у серији Луд збуњен нормалан, где је тумачио главну мушку улогу.

## Биографија
Родио се 2. маја 1943. године у Бањалуци, од оца Мехмеда Надаревића (1918–1946), који је био родом из Петровца и мајке Асје Мемић (1924–2003), која је била родом из Новог Града. До 1946. године живио је у Бањалуци, а након очеве смрти сели се у Загреб, гдје је завршио први разред основне школе. Након тога се ли се у Нови и завршава основну школу. Средњу школу је завршио у Ријеци.
Надаревић је дипломирао глуму на загребачкој Академији за казалишну уметност, а позоришну каријеру започео као члан Загребачког казалишта младих. Постао је стални члан ансамбла Хрватског народног казалишта у Загребу 1969. године.
Као редитељ дебитовао је 1992. године представом „Лет изнад кукавичјег гнезда“, а од тада до данас је поставио више представа, између осталих „Балканског шпијуна“ Душана Ковачевића и „Забуне“ Алана Ајбоурна у Сатиричном казалишту Керемпух и „Хасанагиницу“ Милана Огризовића у ХНК и Народном позоришту у Сарајеву.
Филмску каријеру започиње споредним улогама почетком осамдесетих година 20. века, да би се затим наметнуо као избор за главне улоге. Пажњу јавности је скренуо 1985. године улогом Зијаха у Филму Отац на службеном путу Емира Кустурице, улогом Михајла у филму Већ виђено Горана Марковића из 1987. године, улогом Леона Глембаја у филму Глембајеви Антуна Врдољака из 1988. године за коју је добио Златну арену фестивала у Пули за најбољег глумца и у популарној серији Луд, збуњен, нормалан у режији Елмира Јукића, где је тумачио лик Изета Фазлиновића.

## Смрт
Надаревићу је дијагностикован рак плућа у јануару 2020. Умро је 22. новембра 2020. године у свом дому у Загребу, због компликација исте болести.

## Улоге
| Год.       | Назив                                                        | Улога                      |
| ---------- | ------------------------------------------------------------ | -------------------------- |
| 1960-е     |                                                              |                            |
| 1968.      | Кратак сусрет (ТВ)                                           |                            |
| 1968.      | Гравитација или фантастична младост чиновника Бориса Хорвата | Блаја                      |
| 1969.      | Ратници и босоноги (ТВ)                                      |                            |
| 1970-е     |                                                              |                            |
| 1970.      | Фишкал (серија)                                              |                            |
| 1971.      | Баладе Петрице Керемпуха (ТВ)                                |                            |
| 1972.      | Просјаци и синови (серија)                                   | Ивиша                      |
| 1973.      | Тимон                                                        |                            |
| 1975.      | Тена (ТВ)                                                    |                            |
| 1975.      | Мука свете Маргарите (серија)                                | Олибри                     |
| 1976.      | Самац (ТВ)                                                   |                            |
| 1976.      | Три јаблана (ТВ)                                             |                            |
| 1977.      | Никола Тесла (серија)                                        | Фред                       |
| 1978,      | Испит зрелости                                               | Полицијски иследник        |
| 1978,      | Бомбашки процес                                              | Вангард                    |
| 1978.      | Пуном паром (серија)                                         | Илија                      |
| 1978.      | Мачак под шљемом ТВ серија                                   | Комесар 1. батаљона        |
| 1979.      | Призори из обитељског живота (серија)                        |                            |
| 1980-е     |                                                              |                            |
| 1980.      | Два сандука динамита (ТВ)                                    |                            |
| 1980-1981. | Вело мисто (серија)                                          | Дује                       |
| 1982.      | Невоље једног Бранимира (серија)                             | Бертхолд Барић             |
| 1982.      | Киклоп                                                       | Дон Фернандо               |
| 1982.      | Властити аранжман (ТВ)                                       |                            |
| 1980.      | Непокорени град (серија)                                     | Брко Сердар                |
| 1982.      | Изјава                                                       |                            |
| 1982.      | Злочин у школи                                               | Бартол                     |
| 1983.      | Лажеш, Мелита (мини-серија)                                  | Професор Вадовец           |
| 1983.      | Дундо Мароје                                                 | Помет                      |
| 1983.      | Раде Кончар (ТВ серија)                                      |                            |
| 1983.      | Престројавање (ТВ)                                           |                            |
| 1983.      | Киклоп (ТВ серија)                                           | Дон Фернандо               |
| 1983.      | Квит посао (ТВ)                                              | Фабијан                    |
| 1983.      | Мирис дуња                                                   | Мустафа                    |
| 1984.      | Штефица Цвек у раљама живота (мини-серија)                   |                            |
| 1984.      | У раљама живота                                              |                            |
| 1984.      | Задарски мементо                                             | Бепо Марини                |
| 1984.      | Мала пљачка влака                                            | Параграф                   |
| 1985.      | Лица и судбине (ТВ)                                          |                            |
| 1985.      | Ратни дечко                                                  | Мил менаџер                |
| 1985.      | Хорватов избор                                               | Винко Бенцина              |
| 1984-1985. | Инспектор Винко (серија)                                     | Референт Петар             |
| 1985.      | Нитко се неће смијати (ТВ)                                   | Милан                      |
| 1985.      | Отац на службеном путу                                       | Зијах „Зијо“ Зулфикарпашић |
| 1985.      | Љубавна писма с предумишљајем                                | Папагено                   |
| 1985.      | Указање Госпе у селу Грабовица (ТВ)                          |                            |
| 1985.      | Приче из фабрике (серија)                                    | Филип                      |
| 1986.      | Добровољци                                                   | Гинеколог                  |
| 1986.      | Пат позиција (ТВ)                                            |                            |
| 1986.      | Вечерња звона                                                | Матко                      |
| 1986.      | Посљедњи скретничар узаног колосијека                        | Мунго                      |
| 1987.      | Већ виђено                                                   | Михаило                    |
| 1986-1987. | Путовање у Вучјак (серија)                                   | Винко Бенцина              |
| 1987.      | Љубави Бланке Колак                                          | Павел                      |
| 1987.      | Криминалци                                                   | Затвореник Љуба Куртовић   |
| 1987.      | Хаусторче (ТВ)                                               |                            |
| 1988.      | Вечерња звона (ТВ серија)                                    | Матко                      |
| 1988.      | Клопка                                                       | Саша                       |
| 1988.      | Заборављени                                                  | Васпитач Мартин            |
| 1988.      | Загрљај (ТВ серија)                                          |                            |
| 1988.      | Глембајеви                                                   | Доктор Леон Глембај        |
| 1989.      | Кудуз                                                        | Милиционер Шемсо           |
| 1989.      | Повратак Катарине Кожул                                      |                            |
| 1990-е     |                                                              |                            |
| 1990.      | Капетан Америка                                              | Таџијев отац               |
| 1990.      | Докторова ноћ (ТВ)                                           | Доктор                     |
| 1990.      | Заборављени (серија)                                         | Васпитач Мартин            |
| 1990.      | Туђинац (мини-серија)                                        | Госпар Мато                |
| 1990.      | Адам ледоломак                                               |                            |
| 1990.      | Глуви барут                                                  | Шпанац                     |
| 1991.      | Празник у Сарајеву                                           | Авдука „Авдо“ Липа         |
| 1991.      | Прича из Хрватске                                            | Андрија                    |
| 1991.      | Мој брат Алекса                                              |                            |
| 1991.      | Ђука Беговић                                                 | Мата                       |
| 1991.      | Срчна дама                                                   | Борис                      |
| 1992.      | Алекса Шантић (серија)                                       | Комесар Пихл               |
| 1993.      | Контеса Дора                                                 | Возач Туна                 |
| 1993.      | Док нико не гледа (ТВ)                                       |                            |
| 1994.      | Вуковар се враћа кући                                        |                            |
| 1995.      | Испрани                                                      | Отац                       |
| 1995.      | Госпа                                                        | Мајор Штовић               |
| 1996.      | Препознавање (ТВ)                                            | Анин отац                  |
| 1996.      | Наусикаја                                                    | Инспектор Стевовић         |
| 1997.      | Савршени круг                                                | Хамза                      |
| 1997.      | Пушка за успављивање                                         | Карло Штајнер              |
| 1999.      | Трансатлантик                                                |                            |
| 1999.      | Четвероред                                                   | Умиљати капетан            |
| 1999.      | Живот са жохарима (ТВ)                                       | Газда                      |
| 2000-е     |                                                              |                            |
| 2000.      | Живот са жохарима                                            | Газда                      |
| 2000.      | Је ли јасно, пријатељу?                                      | Никола                     |
| 2001.      | Ничија земља                                                 | Старији српски војник      |
| 2001.      | Полагана предаја                                             | Банкар Парач               |
| 2001.      | Краљица ноћи                                                 | Томин отац                 |
| 2002.      | Ново доба (мини-серија)                                      | Петар Струкан              |
| 2002.      | Презимити у Риу                                              | Грга                       |
| 2004.      | Тајни пролаз                                                 | Фоскаријев информатор      |
| 2004.      | Повратак                                                     | Владо                      |
| 2004.      | Дуга мрачна ноћ                                              | Шпанац                     |
| 2004.      | У планинама                                                  |                            |
| 2004.      | Код амиџе Идриза                                             | Идриз                      |
| 2004.      | Дружба Исусова                                               | Кастелан                   |
| 2004.      | Илузија                                                      | Наставник                  |
| 2005.      | Дуга мрачна ноћ (серија)                                     | Шпанац                     |
| 2006.      | Балкан Инц. (серија)                                         | Беро Филиповић             |
| 2006.      | Нафака                                                       | Маркс                      |
| 2006-2007. | Казалиште у кући (серија)                                    | Вили С. Тончић             |
| 2008.      | Ничији син                                                   | Изидор                     |
| 2009.      | Неки чудни људи (ТВ серија)                                  | Господин Душан Јовановић   |
| 2009.      | Та твоја рука мала (кратак филм)                             |                            |
| 2010-е     |                                                              |                            |
| 2010.      | Пиран-Пирано                                                 | Вељко                      |
| 2010.      | Као рани мраз                                                | Веребес                    |
| 2010.      | Ако зрно не умре                                             | Јоргован                   |
| 2007-2020. | Луд, збуњен, нормалан (ТВ серија)                            | Изет Фазлиновић            |
| 2011       | Срећан рођендан Марија                                       | Марко                      |
| 2011.      | Таторт (серија)                                              | Фламур Митевски            |
| 2012.      | Људождер вегетаријанац                                       | патолог Мареља             |
| 2012.      | Халмин пут                                                   | Авдо                       |
| 2012.      | Кад сване дан                                                | професор Миша Бранков      |
| 2013.      | Cefurji raus!                                                | чича                       |
| 2013.      | Шегрт Хлапић (серија)                                        | Добри кошарач              |
| 2018.      | За она добра стара времена                                   | Крцко                      |
| 2019.      | Генерал                                                      | Јанко Бобетко              |